# 循環腫瘍細胞

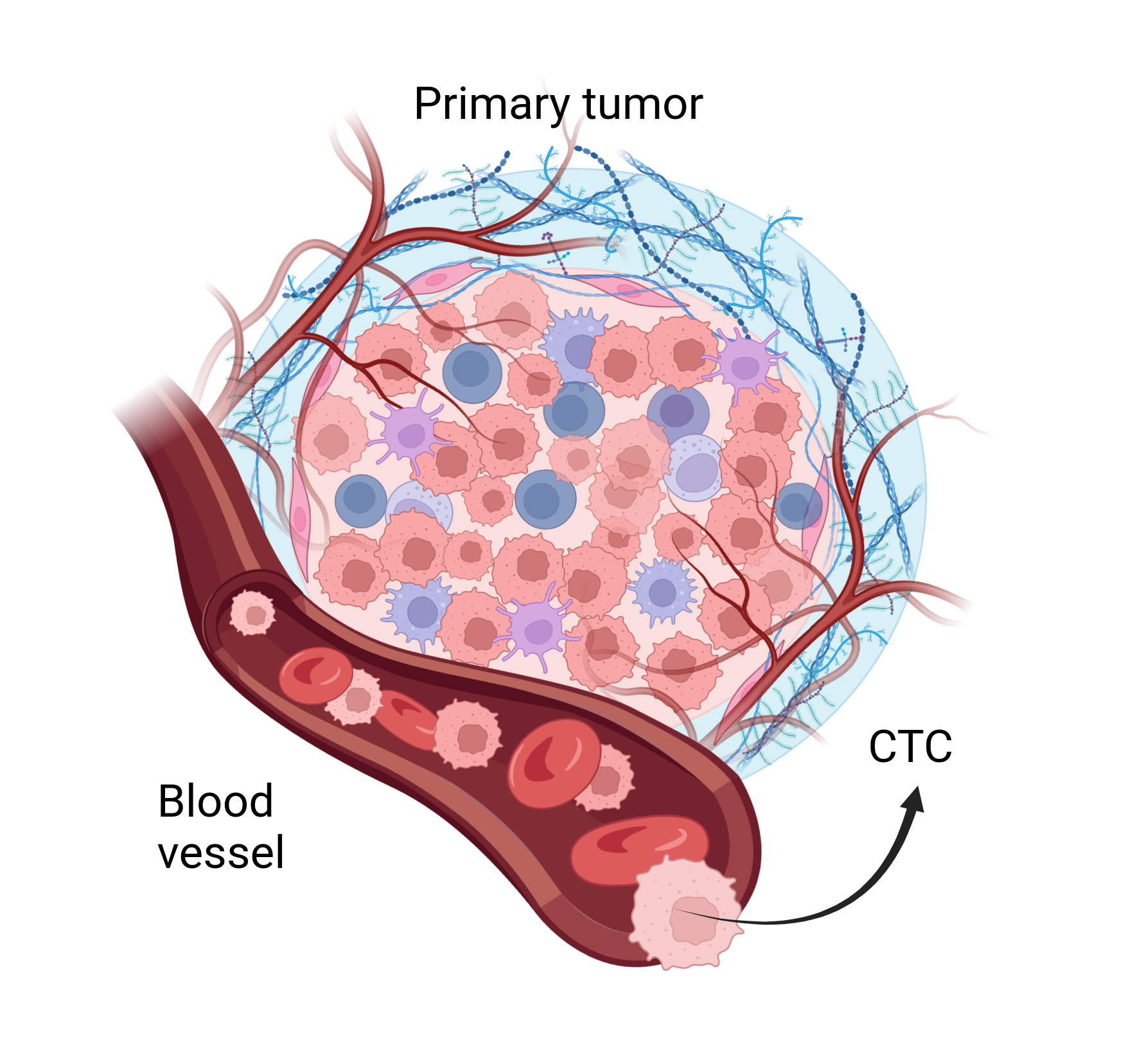
原発巣のがん細胞が血管内に侵入し、CTCとして輸送される。

循環腫瘍細胞（じゅんかんしゅようさいぼう、英: circulating tumor cell、CTC）は、原発巣由来のがん細胞が血管系の血液またはリンパ系のリンパへ流入したものである。CTCは体内をめぐって他の器官へ輸送され、そこで循環系を離れて二次的な腫瘍の成長のシードとなる。この過程は転移として知られ、がん関連死の大部分を占めている。
CTCの検出と分析によって、早期に患者の予後や適切なオーダーメイド治療法を決定することができる。現時点でFDAの承認を受けている唯一のCTC検出法であるセルサーチ（CellSearch）システムは、乳がん、大腸がん、前立腺がんの診断に利用されている。
CTCの検出、またはリキッドバイオプシーは、伝統的な組織生検と比較して、侵襲性が低く、繰り返し行うことができ、そして転移リスク、疾患の進行、治療の効果についてより有用性の高い情報を得ることができる、といった利点が存在する。一例として、がん患者の血液試料の分析から、疾患の進行とともにCTCの検出数は増加する傾向があることが判明している。血液検査は容易かつ安全に行うことができ、経時的に複数回試料を採取することができる。対照的に、固形腫瘍の分析には患者のコンプライアンスが制限される可能性のある、侵襲性の高い手技が必要となる。疾患進行の経時的モニタリングは患者の治療法の適切な修正を容易にし、患者の予後やQOLが改善される可能性がある。また将来的な疾患進行の予測は、CTCの数値が繰り返し低値で増加がみられない場合には手術の必要性を排除することができる、という点で重要である。手術を回避することは、がん手術というものが本質的に有する腫瘍原性に関連したリスクを排除することができるという明白な利点が存在する。こうした目的のため、転移性患者のCTCの検出に必要な感度と再現性を備えた技術が近年開発されている。一方で、CTCの数は非常に少なく、多くの場合には血液1 mlあたり数細胞しか存在しない。そのため、CTCの検出には困難が伴う。さらに、CTCが発現しているさまざまなマーカーは患者によって異なることが多く、このことも高い感度と特異度を備えた技術の開発を困難なものにしている。

## 種類
癌腫（最も一般的な、上皮由来のがん）から生じたCTCは、上皮マーカーの発現やサイズ、アポトーシスを起こしているかどうかによって分類が行われる場合がある。一般的にCTCはアノイキスに対する抵抗性を有し、すなわち基質に接着せずとも血流中で生存することができる。
1. Traditional CTCは、完全な形態かつ生存可能な核を有する、EpCAM（英語版）とサイトケラチンが発現している（このことは上皮由来であることを示している）、CD45陰性（造血系由来の細胞ではないことを示している）、サイズが大きい、不規則な細胞形態や細胞内形態を有する、といった特徴を持つ[18]。
2. Cytokeratin-negative CTCはEpCAMやサイトケラチンが陰性であることによって特徴づけられ、未分化型表現型（循環がん幹細胞）である、もしくは間葉系表現型の獲得（上皮間葉転換）が生じしている可能性を示している。こうした細胞集団は最も抵抗性が高く、転移を引き起こしやすい。また、サイトケラチンもCD45も発現していないため、単離の難度が高い。それ以外の点では、形態や遺伝子発現、ゲノミクスは他のがん細胞のものと類似している[19]。
3. Apoptotic CTCはアポトーシス（プログラム細胞死）が生じているtraditional CTCである。こうしたCTCは治療反応のモニタリングへの利用の可能性があり、アポトーシスと関連した核の断片化や細胞質のブレブ形成を同定することができるEpic Sciences法で実験的検出が可能である。基準時と治療時のtraditional CTCとapoptotic CTCの比を測定することで、がん細胞の標的化や死滅といった治療効果の評価の手掛かりとなる[19]。
4. Small CTCはサイトケラチン陽性、CD45陰性であるが、細胞のサイズや形状は白血球と類似している。Small CTCはCTCとみなすことができるがん特異的バイオマーカーを発現している。Small CTCは進行性の疾患や小細胞がんへの分化への関与が示唆されており、異なる治療計画を要することが多い[20]。

### CTCクラスター

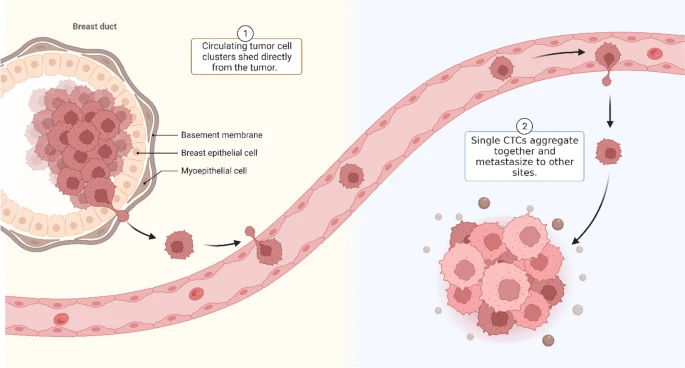
循環腫瘍細胞とCTCクラスター

CTCはクラスターとして存在していることが最も一般的である。CTCクラスターは、2個またはそれ以上のCTCが互いに結合したものである。こうしたクラスターは上述したtraditional CTCやsmall CTC、もしくはcytokeratin-negative CTCから構成され、循環している他の細胞との区別となるがん特異的バイオマーカーを発現している。CTCクラスターは転移能の上昇や予後不良と関連していることが研究で示されている。一例として、一細胞のCTCしかみられない前立腺がん患者はCTCクラスターが存在する患者と比較して平均生存期間が8倍長い。同様の知見は大腸がんでも報告されている。
CTCクラスターには2種類が存在し、がん細胞のみから構成されるクラスターはhomotypic clusterと呼ばれている。そして血液細胞、線維芽細胞、上皮細胞、血小板など他の細胞も取り込まれているCTCクラスターはheterotypic clusterもしくはmicroemboliと呼ばれ、これらでは転移能が高まっている可能性が示唆されている。
Cancer exodus hypothesisと呼ばれる仮説では、CTCクラスターは以前考えられていたように一細胞ずつに解離して転移を引き起こすのではなく、転移過程を通じてその形態が維持されていることを示唆している。この仮説によると、CTCクラスターは血中へ移行した後も凝集した1つのユニットとして移動し、そして解体されることなく遠隔転移部位で血流から脱するとされる。こうした過程では多細胞性がそのまま維持されているため、転移効率は高まる。この仮説では、クラスター内での細胞間支持によってもたらされる生存上の利点により、一細胞CTCと比較して転移能が高まるとされている。また、CTCクラスターは固有の遺伝子発現プロファイルを有している。その結果として特定のがん治療に対する抵抗性が生じており、個々の腫瘍細胞よりも耐久力が高い状態となっている。こうした転移過程を通じて多細胞を維持する能力は、その優れた生存力と転移能の説明となる可能性がある。
CTCクラスターや転移における役割に関する研究は進み続けており、がんのプログレッションに対してCTCクラスターがどのように寄与しているかについて、cancer exodus hypothesisは新たな見方をもたらしている。CTCクラスターの検出と分析は予後に関する重要な情報をもたらすものであり、がん患者の治療決定の助けとなる可能性がある。

## 頻度
CTCの検出は予後や治療法に関して重要な意味を持つ可能性があるが、その数は非常に少なく検出は容易ではない。原発巣から離れた細胞の中で、転移巣を形成するのはわずか0.01%と推計されている。転移性疾患を有する患者の全血1 ml中に存在するCTCは1–10個である。比較として、血液1 ml中に白血球は数百万個、赤血球は10億個存在する。このようにCTCの数は非常に少ないため、その生物学的性質を理解するためには、血液1 mlあたり1個のCTCを単離することができるようなエンリッチメント方法、また可能であればエンリッチメント過程を伴わないアッセイ法によって、病理診断のための画像品質要件を満たすだけの高い正確性で全てのCTCサブタイプを同定することができる技術やアプローチが、さまざまながん対して必要となる。これまでに、上皮由来のいくつかのがん（乳がん、前立腺がん、肺がん、結腸がん）でCTCの検出が行われており、転移病変を有する患者ではCTCが単離される可能性が高いことを示す臨床的エビデンスが得られている。
2011年時点では、特定の腫瘍マーカー（通常はEpCAM）を認識する特異的抗体を用いたCTCの単離が一般的に行われている。しかしながらこのアプローチでCTCを単離するためには細胞表面に特定のタンパク質が十分に発現している必要があり、エンリッチメント段階でのバイアスが生じる可能性がある。単離に広く利用されているEpCAMや他のタンパク質（サイトケラチンなど）は一部の腫瘍では発現しておらず、また上皮間葉転換時にダウンレギュレーションされる場合があるため、新たなエンリッチメント戦略が必要とされている。またIsoFluxやMaintracといった、7.5 mlの血液からより多くの細胞を同定することができる手法も開発されている。非常に稀なケースでは、CTCは通常の末梢血塗抹検査でも観察可能なほど大量に存在する場合がある。こうした症例はcarcinocythemia（carcinoma cell leukemia）と呼ばれ、予後不良と関連している。
また、ヒトでCTCマーカーとして利用されているタンパク質は他の生物種でも保存されていることを示すエビデンスが得られている。CK19を含む一般的なマーカーのうち5つは、悪性乳腺腫瘍を有するイヌの血液中のCTCの検出にも有用であった。

## 検出手法

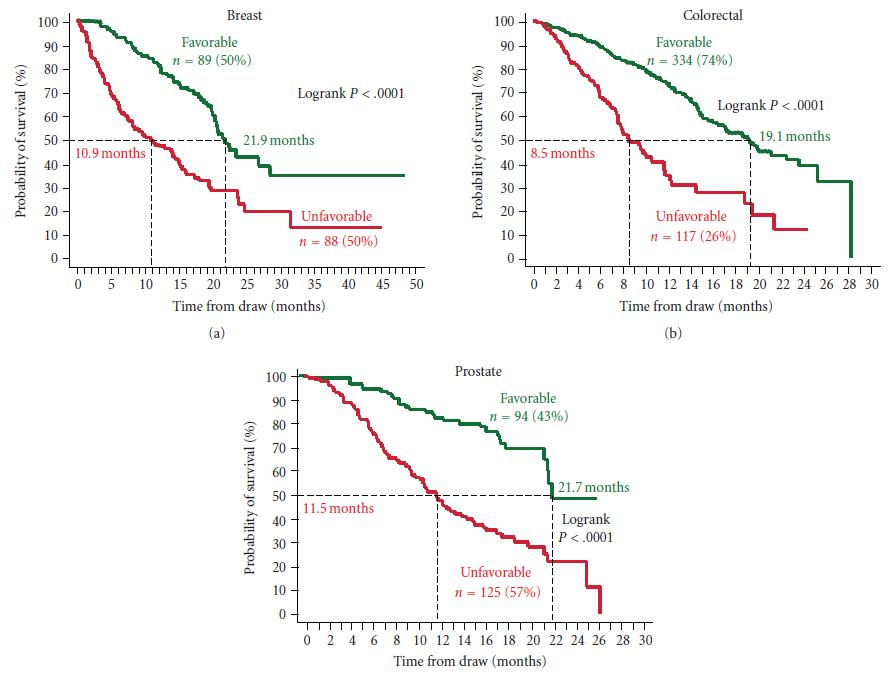
転移性乳がん、大腸がん、前立腺がん患者の全生存期間のカプラン・マイヤー解析。患者をFavorableとUnfavorable（乳がんと前立腺がんに関しては>5 CTC/7.5 ml、大腸がんに関しては>3 CTC/7.5 ml）の2群に分けて解析が行われている。

CTCを単離し計数するためのさまざまな研究手法が開発されている。全血中のCTCの計数法として米国FDAの承認を受けているのはセルサーチシステムのみである。この手法を用いた臨床検査は広く行われており、転移性乳がん、大腸がん、前立腺がん患者の全生存期間に関してCTCの存在が強力な予後因子となることが示されている。
CTCは転移の生物学の理解に重要であるとともに、腫瘍のプログレッションと治療反応を非侵襲的に評価するためのバイオマーカーとして有用である可能性がある。しかしながら、CTCの単離と特性解析には大きな技術的障壁が存在する。CTCは血中の全ての細胞の中でわずかに存在するに過ぎず、全血1 mlあたり白血球は数百万個、赤血球は10億個存在するのと比較して、CTCは1–10個しか存在しない。CTC研究のための大きな障壁は、CTCの分子的特性解析を可能にするためのCTC精製の困難さである。末梢血中のCTCを単離するための手法はいくつか開発されおり、これらは生物学的手法と物理的手法に分けられ、両者を組み合わせたハイブリッド手法も存在する。また単離の方法は、CTCを選択的に単離するポジティブセレクション、そしてCTC以外の全ての血液細胞を除去するネガティブセレクションに分けられる。

### 生物学的手法
生物学的手法では、特異性の高い抗原への結合を利用して細胞の単離が行われる。最も一般的なのはモノクローナル抗体によるポジティブセレクションであり、EpCAM、HER2、PSAなどの腫瘍特異的バイオマーカーに対する抗体が利用されている。最も一般的な技術は磁性ナノ粒子を用いた分離（immunomagnetic assay）であり、セルサーチシステムやMACSで利用されている。研究中の他の技術としては、マイクロ流体チップを用いた分離法やこれをさらに磁気分離と組み合わせた手法などがある。微細加工技術の進歩によってマイクロスケール磁気構造の実装が可能となり、磁場の制御が改善されてCTCの検出に役立てられている。また、ワクシニアウイルスなどの腫瘍溶解ウイルスもCTCの検出と同定に利用するための開発が行われている。抗体の代わりに改変タンパク質を利用する手法も存在し、CTCの表面に存在するoncofetal chondroitin sulfateと呼ばれる腫瘍特異的コンドロイチン硫酸修飾構造に結合する、マラリア原虫のVAR2CSAタンパク質などが利用されている。さらに、GILUPIによって開発された改変セルジンガー法を用いて患者の血管から直接CTCを回収する手法も開発されている。この手法では、抗体で被覆された金属ワイヤを末梢静脈へ挿入し、そのまま一定時間（30分）静置する。その間に血中のCTCがワイヤ表面の抗体に結合する。ワイヤを取り出して洗浄し、患者の血液から単離されたCTCはさらなる分析に供される。分子遺伝学的解析や免疫蛍光染色、その他いくつかの解析手法が可能である。この手法の利点はより多くの体積の血液中のCTCの分析が可能である点であり、従来法では採取した7.5 mlの血液試料の分析が行われるのに対し、この手法では30分間で約750 mlの血液中のCTCの採取が可能である。

#### セルサーチ（CellSearch）
セルサーチシステムは、FDAの承認を受けた唯一のCTC単離プラットフォームである。この手法はポリマー層で被覆された鉄ナノ粒子を利用し、そこにビオチンアナログとCTC捕捉のための抗EpCAM抗体が結合している。CTCの単離とイメージアナライザーによる染色後の単離細胞の画像取得は直結した形で行われる。
まず血液は防腐剤が添加されたEDTAチューブに採取される。ラボへの到着後、7.5 mlの血液は遠心分離され、前処理のためのシステムにセットされる。このシステムではまず磁性ナノ粒子と磁石を用いた免疫磁気分離によって腫瘍細胞のエンリッチメントが行われる。その後、回収された細胞は透過処理され、核染色、そしてCD45（白血球マーカー）とサイトケラチン（上皮マーカー）に対する蛍光標識抗体による染色が行われる。そして試料はイメージアナライザーでスキャンされ、核、サイトケラチン、CD45に対する染色画像の取得が行われる。CTCとして判定されるためには、核が存在すること、細胞質におけるサイトケラチンの発現が陽性であること、CD45の発現が陰性であること、そして細胞の直径が5 μmより大きいことが要件となっている。基準に合致する腫瘍細胞の総数が5個以上であれば、その血液試料は陽性と判定される。前立腺がん、乳がん、結腸がん患者を対象として行われた研究では、陽性判定された転移性患者の生存期間の中央値は陰性患者の約半分であった。このシステムの回収率は93%であり、検出下限は全血7.5 mlあたり1細胞である。特定の種類のがんでは、IsoFluxなどの代替的手法の方が感度が高いことが示されている。

#### Epic Sciences
Epic Sciencesプラットフォームでは、核を持たない赤血球を除去し有核細胞のみを分離する技術が用いられている。正常な白血球やCTCを含むすべての有核細胞に対し、腫瘍バイオマーカーに対する蛍光標識抗体処理が行われる。Epic Sciencesのイメージングシステムではスライド上の全ての細胞（約300万個）の画像が取得され、核細胞の正確な座標が記録される。そして各細胞ごとに4種類の蛍光マーカーの蛍光強度、そして形状に関する86種類のパラメーターの計90種類のパラメーターの解析が行われる。また、このシステムでは重複、欠失、組換えなどの染色体異常を検出するFISHや他の染色技術を利用することもできる。こうしたイメージング技術と解析技術によってスライド上の各細胞の座標が記録されているため、スライドから一細胞を回収して次世代シーケンシングに供することも可能である。サイトケラチンやCD45の発現だけでなく多数の形態学的測定値は血液病理学的学習を行ったアルゴリズムに取り込まれ、CTCの候補となる細胞が絞り込まれる。そして最終的に熟練した技術者による確認が行われる。目的の細胞は関連する表現型や遺伝子型マーカーの解析が行われ、周囲の白血球はネガティブコントロールとして利用される。

#### maintrac
maintracは、in vitroでの顕微鏡的診断手法によって体液中の希少細胞の同定やその分子特性の解析を行う血液検査プラットフォームである。EpCAM特異的抗体によるポジティブセレクションと顕微鏡的同定に基づくアプローチがとられている。検査プロセス中の細胞損傷や喪失を防ぐため、同定はわずか2段階で行われる。他の多くの手法とは対照的に、maintracでは細胞の精製やエンリッチメントは行われず、他の血液中化合物の存在下で同定が行われる。重要な細胞を取得し、またそれらに対するストレスを低減するため、血液細胞は1段階の遠心分離と赤血球の溶解のみによって調製される。セルサーチシステムと同様にmaintracでも抗EpCAM抗体が使用されるが、その目的はエンリッチメントではなく細胞の同定のための蛍光マーカーとしての利用である。合わせてヨウ化プロピジウム（PI）による核染色によって死細胞と生細胞の区別が行われ、PIによって染色されずEpCAM陽性である細胞が腫瘍細胞候補としてカウントされる。腫瘍へ成長することができるのは生細胞のみであるため、死滅しつつあるEpCAM陽性細胞は害を及ぼすことはない。懸濁液は蛍光顕微鏡による解析が行われ、自動的に細胞のカウントが行われる。同時に画像が記録され、本当に生細胞であるかどうか、そして例えば皮膚の上皮細胞などではないか、といった識別を行うためのソフトウェアによる判別が行われる。こうした手法による検証は十分に精密であり、さらにサイトケラチンやCD45など他の抗体を用いることで得られる利点は存在しないことが示されている。
他の手法とは異なり、maintracでは一回の測定時の細胞数は予後マーカーとしては利用されず、細胞数の経時的変動がマーカーとして利用される。腫瘍細胞数の増加は、腫瘍の活動が進行していることを示す重要な因子となる。細胞数の減少は、治療が奏功していることを示すサインとなる。そのため、maintracは化学療法の奏功の検証や、ホルモン療法や維持療法時の治療の監視に利用される。maintracはがんの再発の監視のための実験的利用も行われている。maintracを用いた研究では、EpCAM陽性細胞はがんが存在しない患者の血液中にも存在する場合があることが示されている。クローン病のような炎症性疾患でもEpCAM陽性細胞数の増加が示されており、重度の皮膚熱傷の患者でも血液中にEpCAM陽性細胞が存在する場合がある。そのため、EpCAM陽性細胞の存在自体は初期診断のツールとしての利用には適していない可能性がある。

### 物理的手法
物理的手法では多くの場合、特異的エピトープではなく、フィルターを用いることでそのサイズによってCTCを捕捉する手法がとられる。ScreenCellはこうしたフィルトレーションに基づいたデバイスであり、数分以内にヒト全血中から高感度かつ特異的にCTCを単離することができる。ScreenCellの単離デバイスによって末梢血の採取から4時間以内にCTCの捕捉が行われ、捕捉された細胞は細胞培養や、ViewRNA in situ ハイブリダイゼーションアッセイによる直接的な特性解析が可能な状態となっている。他にも、Parsortixでは細胞のサイズと変形能に基づいてCTCの分離が行われる。

### ハイブリッド手法
物理的分離技術（密度勾配や磁場による分離など）と抗体を用いた細胞回収を組み合わせた、ハイブリッドな手法も存在する。こうした手法の一例として、高感度の二重密度勾配遠心と磁気セルソーティングによって検出と計数を行う手法を用いた、乳がん患者の血液中の上皮由来がん細胞のネガティブセレクションによる検出が行われている。ネガティブセレクションの原理は、フィコールを用いた従来型の密度勾配遠心分離と、一連の抗体を用いた全ての血液細胞の除去である。ISET Testと呼ばれる同様の手法による血中の前立腺がん細胞の検出や、RosetteSepと呼ばれる他の技術を用いた小細胞肺がん患者のCTCの単離も行われている。同様に、Massachusetts General Hospitalの研究者らによって、マイクロ流体デバイス上での慣性集中現象（inertial focusing）を利用したネガティブセレクション法が開発されている。CTC-iChipと呼ばれるこの技術では、まず赤血球などCTCとしては小さすぎる細胞が除去され、その後で磁気粒子によって白血球細胞が除去される。

## 特性解析
原発巣の除去を行った場合には、伝統的な組織検査によって現在の体内のがんの状態を知ることは不可能となる。多くの場合には何年も前に除去された組織切片が検査に利用されるが、CTCの特性解析はこうした腫瘍の現在の表現型の決定に役立つ可能性がある。このような目的でCTCに対するFISH解析や、免疫蛍光によるIGF1R、HER2、BCL2、ERG、PTEN、ARの発現状態の決定が行われている。
マウスモデルを用いて、患者由来CTCの臓器特異性（organ tropism）の研究も行われている。乳がん患者から単離され、in vitroでの増殖を行ったCTCは、マウスで骨、肺、卵巣、脳へ転移しうることが示されているが、その傾向は各患者の転移巣の形成部位を部分的に反映したものとなる。特に顕著なものでは、患者で脳転移が出現するより前に単離されたあるCTC株では、マウスでも脳転移の形成能力が極めて高いことが示されている。これは脳転移が予測されたの最初の症例であり、CTC集団内の転移性前駆細胞に内在する分子的特徴から転移機構に対する洞察が得られるという考えを証明するものであった。

### 形態
CTCの形態的特徴は人間のオペレーターによって判断されるため、オペレーター間で判定に差異が存在することとなる。またCTCの同定に形態的特徴を利用するCTC計数法はいくつか存在するが、それらで異なる形態学的基準が適用されている可能性もある。しかしながら前立腺がんを対象とした研究では、CTCの形態学的定義が異なっていても予後の判定には同様の価値があることが示されている。

## 歴史
CTCは1869年にThomas Ashworthによって、転移性がんの男性の血液中に初めて発見された。彼は、がん構造中の細胞と同一な細胞が血液中に観察されていることが、同一人物に存在する複数の腫瘍の発生様式についての手がかりとなると考えた。循環細胞とさまざまな病変部位の腫瘍細胞との徹底的な比較により、こうした細胞が既存のがん構造に由来するものである場合、循環系の大部分を通過して離れた部位へ到着したものであるに違いないとAshworthは結論付けた。
現代のがん研究においては、1990年代半ばにCTCが疾患の初期段階で存在していることが明らかにされ、CTCは重要な意味を持つものとなった。こうした結果は、Paul Libertiらによつ磁性流体（コロイド状の磁性ナノ粒子）と高勾配磁気分離器を用いた精巧な高感度磁気分離技術によって得られるようになったものである。それ以降、さまざまな技術がCTCの計数と同定へ応用されている。現在ではCTCが原発巣のクローンに由来するものであることが実証されており、Ashworthの予測が証明されている。またCTCの生物学的性質の理解のために多大な努力が費やされ、CTCががんの転移拡散において重要な役割を果たしていることが実証されている。さらに、高感度の一細胞解析によってCTCのタンパク質の発現や局在の変化を観察する技術も開発され、疾患の進行や治療反応のモニタリングへの応用の可能性が示されている。